# 3LCD

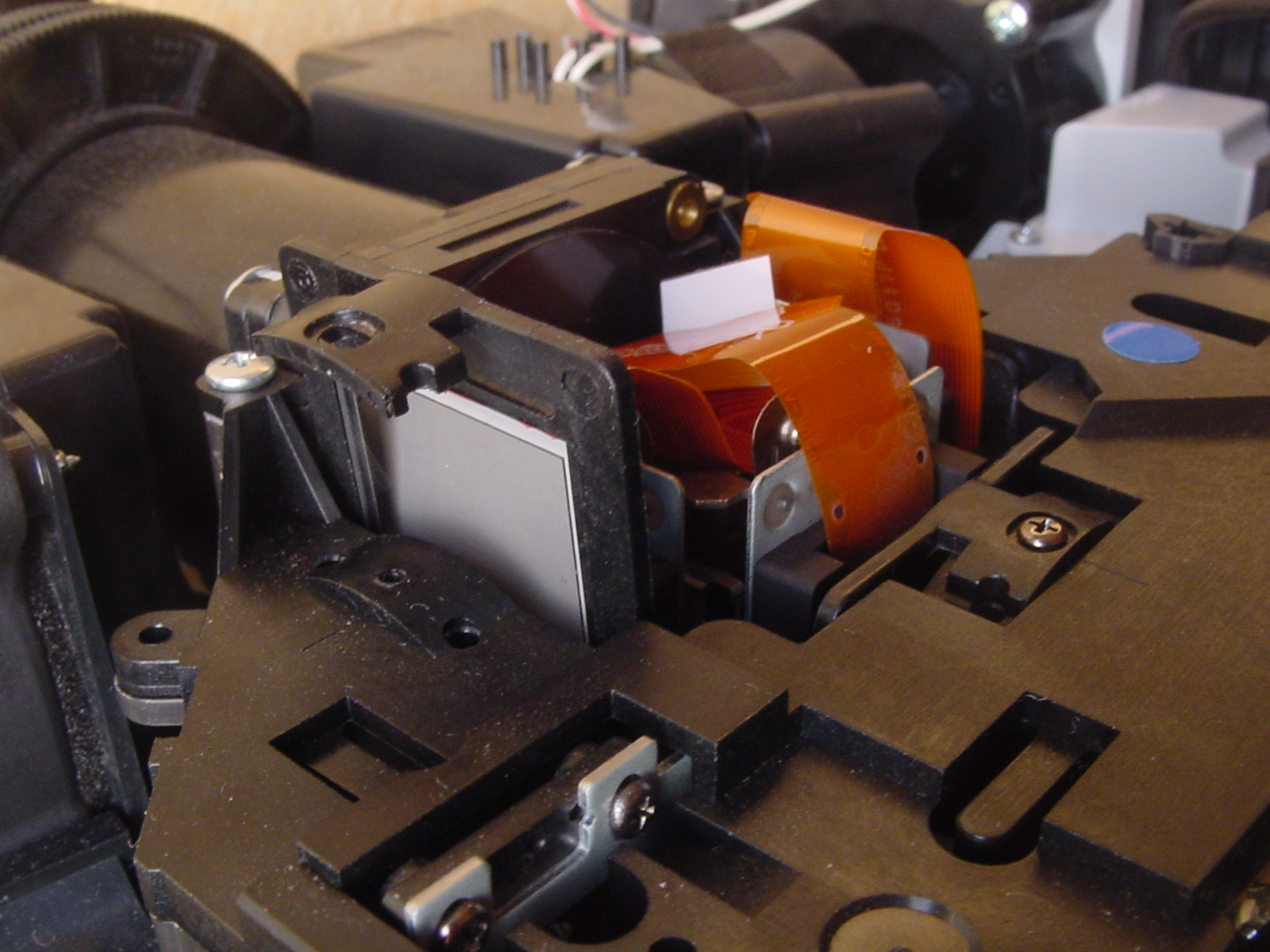
Projector 3LCD típics (RGB) mostrant polaritzadors separats

3LCD és el nom i marca d'un sistema de projecció LCD, una important tecnologia de generació d'imatges de color que s'utilitza en alguns projectors digitals moderns. La tecnologia de 3LCD va ser desenvolupada i posada a punt per l'empresa japonesa Epson en la dècada de 1980 i va ser autoritzada per primera vegada per al seu ús en projectors el 1988. El gener de 1989, Epson va llançar el seu primer projector 3LCD, el VPJ-700.
Tot i que Epson encara posseeix la tecnologia 3LCD, es comercialitza a través d'una filial seva batejada amb el nom de la tecnologia:"3LCD". L'organització és un consorci de fabricants de projectors que tenen la tecnologia 3LCD amb llicència per ser utilitzada en els seus productes. Fins a la data, prop de 40 marques diferents de projectors a tot el món han adoptat la tecnologia 3LCD.
Segons empresa de recerca sobre indústries d'electròniques, Pacific Media Associates, al 2009 el nombre de projectors amb tecnologia 3LCD abastava aproximadament el 51% del mercat de projectors digitals del món.
La tecnologia 3LCD deu el seu nom als tres panells LCD utilitzats en el seu motor de generació d'imatge.

## Com funciona la tecnologia 3LCD
Creació de colors a partir de llum blanca
Un projector amb tecnologia 3LCD funciona dividint primer la llum blanca en els seus tres colors primaris: vermell, verd i blau fent passar el feix de llum a través d'uns conjunts "filtre dicroic/reflector" anomenats “miralls dicroics”. Cada mirall dicroic només permet passin a través seu unes longituds d'ona determinades mentre reflecteix la resta. D'aquesta manera, la llum blanca es divideix en els tres feixos dels colors primaris i a continuació cada un passa a través del seu panell LCD corresponent.
Generació d'imatge als LCDs
Els tres panells LCD del projector són els elements que reben els senyals electrònics per crear la imatge que s'ha de projectar. Cada píxel en un panell LCD està cobert per cristalls líquids. En canviar la càrrega elèctrica aplicada als cristalls líquids, cada píxel d'un panell LCD pot ser enfosquit fins a quedar totalment opac (negre absolut), decolorat fins a ser totalment transparent (permetent passar la totalitat de la llum per generar un blanc total) o bé ombrejat en diferents graus de translucidesa (pels diferents tons de gris). Aquest tercer cas és similar a com els dígits d'un rellotge digital apareixen d'un negre fort quan la pila és nova, però comencen a destenyir-se gradualment a mesura que la bateria es debilita. D'aquesta manera, el nivell de brillantor de cada píxel per a cada color primari es pot controlar de manera molt precisa fins a donar-li el color i nivell de brillantor específics que són necessaris per poder formar la imatge.
Recombinació dels tres colors i projecció
Finalment, els feixos de llum de cada color es filtra a través del seu panell LCD individual (que la modularà), i llavors els feixos es recombinen en un prisma dicroic que forma la imatge final, que es reflecteix cap a fora, a través de l'objectiu del projector.

## Competència
A nivell de 2009, els principals competidors de la tecnologia 3LCD eren la tecnologia DLP d'un sol xip (desenvolupada per Texas Instruments) i en menor extensió, la tecnologia de projecció LCOS.